# Офельт
Офельт (др.-греч. Ὀφέλτης), Архемор (Ἀρχέμορος «прежде умерший») — персонаж древнегреческой мифологии, мальчик. Сын Ликурга и Евридики. Погиб от укуса змеи в кипарисовой роще, положенный на траву кормилицей. В его память учреждены Немейские игры

## Миф
По одной из версий мифа, мальчика звали Офит и он был сыном Лика. По некоторым, сын Евфета и Креусы. Кормилице Гипсипиле было приказано не класть ребёнка на землю, пока он не научится ходить, поскольку таково было предостережение оракула. Однако, когда Семеро против Фив, проходившие мимо, спросили её о колодце, она положила Офельта у источника, где рос сельдерей (или на подстилку из этого растения), а дракон (змей) убил его. Семеро убили дракона и учредили в память об Офельте Немейские игры, чтобы отвести дурные предзнаменования. Этот эпизод описан в трагедиях Эсхила («Немея») и Еврипида («Гипсипила»).
Могила Офельта и Ликурга находилась в Немее. Потомков Офельта, по данным Плутарха, первыми вызывали в Фивах при приношениях.

## Тезка
Офельтом звали также «из корабельщиков первого», согласно Овидию (Метаморфозы, 3:605), пытавшегося вместе со своими товарищами-корабельщиками хитростью, обманом и силой увести и продать в рабство Вакха (Диониса), когда тот попросил перевезти его на остров Наксос. Дионис превратил в дельфинов Офельта и его товарищей-корабельщиков (Овидий, Метаморфозы, 3:670).